# Adolfo Heisinger
Adolfo Guillermo Heisinger (ur. 30 maja 1898 – zm. 25 lipca 1976) – argentyński piłkarz, grający podczas kariery na pozycji napastnika.

## Kariera klubowa
Adolfo Heisinger podczas piłkarskiej kariery w latach 1914–1929 występował w Tigre Buenos Aires. Ogółem w barwach Tigre rozegrał 346 meczów, w których strzelił 47 bramek. Karierę zakończył niezbyt chwalebnie, atakując w meczu Tigre sędziego José Bartolomé Macíasa.

## Kariera reprezentacyjna
W reprezentacji Argentyny Heisinger występował w latach 1916–1919. W reprezentacji zadebiutował 6 lipca 1916 w wygranym 6-1 meczu z Chile podczas pierwszych oficjalnych Mistrzostwach Ameryki Południowej. Na turnieju w Argentynie wystąpił we wszystkich trzech meczach z Chile, Brazylią i Urugwajem.
Ostatni raz w reprezentacji Heisinger wystąpił 18 lipca 1919 w przegranym 1-4 meczu z Urugwajem, którego stawką było Gran Premio de Honor Uruguayo. Ogółem w barwach albicelestes wystąpił w 5 meczach, w których strzelił bramkę.
| Mecze i gole w reprezentacji | Mecze i gole w reprezentacji | Mecze i gole w reprezentacji | Mecze i gole w reprezentacji | Mecze i gole w reprezentacji | Mecze i gole w reprezentacji | Mecze i gole w reprezentacji |
| #                            | Data                         | Miasto                       | Przeciwnik                   | Gol                          | Wynik                        | Rozgrywki                    |
| ---------------------------- | ---------------------------- | ---------------------------- | ---------------------------- | ---------------------------- | ---------------------------- | ---------------------------- |
| 1.                           | 06.07.1916                   | Buenos Aires                 | Chile                        |                              | 6:1                          | Copa América                 |
| 2.                           | 10.07.1916                   | Buenos Aires                 | Brazylia                     |                              | 1:1                          | Copa América                 |
| 3.                           | 12.07.1916                   | Buenos Aires                 | Chile                        | Gol                          | 1:0                          | towarzyski                   |
| 4.                           | 17.07.1916                   | Buenos Aires                 | Urugwaj                      |                              | 0:0                          | Copa América                 |
| 5.                           | 18.07.1919                   | Montevideo                   | Urugwaj                      |                              | 1:4                          | Gran Premio                  |